# Pol Verschuere
Pol Verschuere (Kortrijk, 18 januari 1955) is een Belgisch voormalig wielrenner. Hij was prof van 1976 tot 1989. Hij heeft onder andere de overwinning behaald in Tour-etappes in 1980, 1982, en 1986.

## Overwinningen
1975
- Belgisch kampioen, Weg, Amateurs
- 4e etappe Circuit Franco-Belge
- Paris - Roubaix Espoirs

1978
- Izegem
- Kortrijk
- Trèfle à Quatre Feuilles

1979
- Zottegem - Dr Tistaertprijs

1980
- Zinnik (Soignies)
- 22e etappe Tour de France (Avenue des Champs-Élysées)

1981
- 6e etappe deel a Deutschland Tour
- GP Fina - Fayt-le-Franc

1982
- Ninove
- 7e etappe Tour de France
- Beernem

1983
- Dentergem

1985
- 3e etappe deel b Vuelta Ciclista a la Communidad Valenciana

1986
- De Haan
- 1e etappe Tour de France

1987
- Beernem

1988
- 4e etappe deel a Kellogg's Tour of Britain

## Resultaten in voornaamste wedstrijden
| Jaar | Ronde van Italië | Ronde van Frankrijk | Ronde van Spanje |
| ---- | ---------------- | ------------------- | ---------------- |
| 1976 |                  |                     |                  |
| 1977 | 110e             |                     | 30e              |
| 1978 |                  |                     |                  |
| 1979 |                  | 71e                 |                  |
| 1980 |                  | 65e (1)             |                  |
| 1981 |                  |                     |                  |
| 1982 |                  | 81e (1)             |                  |
| 1983 |                  |                     |                  |
| 1984 |                  |                     |                  |
| 1985 |                  |                     | opgave           |
| 1986 | opgave           | opgave (1)          |                  |
| 1987 | opgave           |                     | opgave           |
| 1988 |                  |                     |                  |
| 1989 |                  |                     |                  |

| Jaar | Milaan-San Remo | Gent-Wevelgem | Ronde van Vlaanderen | Parijs-Roubaix | Amstel Gold Race | Luik-Bast.‑Luik | Kuurne-Brussel-Kuurne | Parijs-Tours |
| ---- | --------------- | ------------- | -------------------- | -------------- | ---------------- | --------------- | --------------------- | ------------ |
| 1976 | 32e             |               |                      |                |                  |                 |                       |              |
| 1977 |                 |               |                      | 26e            | 32e              |                 |                       |              |
| 1978 | 127e            | 15e           |                      | 16e            |                  |                 |                       |              |
| 1979 |                 | 70e           |                      |                |                  |                 |                       | 100e         |
| 1980 | 111e            | 11e           | 12e                  | 14e            |                  |                 |                       |              |
| 1981 |                 |               | 33e                  |                |                  |                 |                       |              |
| 1982 |                 | 25e           |                      | 19e            |                  | 41e             |                       | 15e          |
| 1983 |                 | 42e           |                      |                |                  |                 |                       |              |
| 1984 |                 | 10e           |                      | 14e            |                  |                 |                       |              |
| 1985 |                 |               |                      | 20e            |                  |                 |                       |              |
| 1986 |                 |               |                      |                |                  |                 | 4e                    | 13e          |
| 1987 | 68e             |               |                      | 38e            |                  |                 | 4e                    |              |
| 1988 |                 | 38e           |                      |                |                  |                 |                       |              |
| 1989 |                 | 60e           |                      |                |                  |                 |                       | 115e         |